# Тихонов Олександр Іванович (вчений)
Олександр Іванович Тихонов (11 вересня 1938, Харків — 25 лютого 2019, там же) — український вчений-фармацевт. Доктор фармацевтичних наук, професор (1986 р.), заслужений професор Національного фармацевтичного університету України. Заслужений діяч науки і техніки УРСР (1990). Лауреат Держпремії України в галузі науки і техніки (2013). Академік ВГО «Українська академія наук» (2006).
Закінчив як провізор Харківський фармацевтичний інститут. Потім працював асистентом кафедри технології ліків Запорізького фармацевтичного інституту, з 1978 р. — в. о. доцента цієї кафедри. У 1969 р. в Москві захистив кандидатську дисертацію на ступінь кандидата фармацевтичних наук. З 1982 р. - доцент кафедри аптечної технології ліків Харківського фармацевтичного інституту, з 1985 року її завідувач (по 2012 р.), одночасно з 1991 р. (по 2002) проректор інституту (з 1992 р. — академія, з 2002 — Національний фармацевтичний університет). У 1983 році захистив  дисертацію на ступінь доктора фармацевтичних наук. У 2011—12 рр. - професор кафедри аптечної технології ліків, з 2013 р. - професор кафедри косметології і аромології Національного фармацевтичного університету, член вченої ради університету і член її спеціалізованої  вченої ради  із захисту дисертацій. Підготував 13 докторів наук і 77 кандидатів наук.
Президент Всеукраїнської асоціації апітерапевтів, віце-президент Союзу пасічників України.